# Antoine Joujou
Pour les articles homonymes, voir Joujou.
Antoine Joujou, né le 12 mars 2003 à Mantes-la-Jolie, est un footballeur français qui évolue au poste d'ailier au Parme Calcio.

## Biographie

### En club
Passé par différents clubs de son Île-de-France natale dans sa jeunesse, Antoine Joujou signe au Havre AC à l'été 2020.
Joujou fait ses débuts professionnels avec Le Havre AC le 13 janvier 2023, entrant en jeu lors d'une victoire 3-1 contre le Nîmes Olympique en Ligue 2, où il est déjà passeur décisif sur le dernier but des siens. S'étant imposé comme un élément régulier d'un effectif havrais qui joue la première place du championnat, il signe son premier contrat professionnel avec le club en février 2023. Le 4 mars suivant, il marque son premier but en professionnel face au Stade lavallois en Ligue 2. Le jeune attaquant joue ainsi un rôle significatif dans la deuxième partie de saison de son club, terminant champion de deuxième division et promu en Ligue 1,,. 
Il réalise une première saison encourageante parmi l'élite du football français avec vingt-trois apparitions au compteur pour deux passes décisives. Il marque également son premier but en Coupe de France face au SM Caen en trente-deuxième de finales.
Le 28 août 2024, il s'engage quatre ans avec le Parme Calcio 1913 pour un montant de trois millions d'euros puis est directement prêté au HAC pour y terminer la saison. 

### En sélection
Antoine Joujou est convoqué pour la première fois en équipe nationale dans le cadre de la Coupe du monde des moins de 20 ans en mai 2023,. La France est éliminée au premier tour de la compétition, où Joujou délivre une passe décisive face au Honduras.

## Palmarès
- Le Havre AC
  - Champion de France de Ligue 2 en 2023

## Statistiques
| Saison                | Club                  | Championnat           | Championnat | Championnat | Championnat | Coupe(s) nationale(s) | Coupe(s) nationale(s) | Coupe(s) nationale(s) | Total | Total | Total |
| Saison                | Club                  | Division              | M.          | B.          | P.d.        | M.                    | B.                    | P.d.                  | M.    | B.    | P.d.  |
| 2022-2023             | Havre AC              | Ligue 2               | 17          | 1           | 1           | -                     | -                     | -                     | 17    | 1     | 1     |
| 2023-2024             | Havre AC              | Ligue 1               | 23          | 0           | 2           | 3                     | 1                     | 0                     | 26    | 1     | 2     |
| 2024-2025             | Havre AC (prêt)       | Ligue 1               | 24          | 0           | 2           | -                     | -                     | -                     | 24    | 0     | 2     |
| Total sur la carrière | Total sur la carrière | Total sur la carrière | 63          | 1           | 5           | 3                     | 1                     | 0                     | 66    | 2     | 5     |